# Sceloporus utiformis
Sceloporus utiformis este o specie de șopârle din genul Sceloporus, familia Phrynosomatidae, descrisă de Cope 1864. A fost clasificată de IUCN ca specie cu risc scăzut. Conform Catalogue of Life specia Sceloporus utiformis nu are subspecii cunoscute.